# 布雷德伍德 (伊利諾伊州)
布雷德伍德（英語：Braidwood）是一個位於美國伊利諾伊州威爾縣的城市。

## 地理
布雷德伍德的座標為41°16′19″N 88°13′16″W / 41.27194°N 88.22111°W，而該地的平均海拔高度為196米（即643英尺）。

## 人口
根據2010年美國人口普查的數據，布雷德伍德的面積為14.33平方千米，當中陸地面積為13.88平方千米，而水域面積為0.45平方千米。當地共有人口6191人，而人口密度為每平方千米432.03人。